# 至聖三者 (ルブリョフによるイコン)

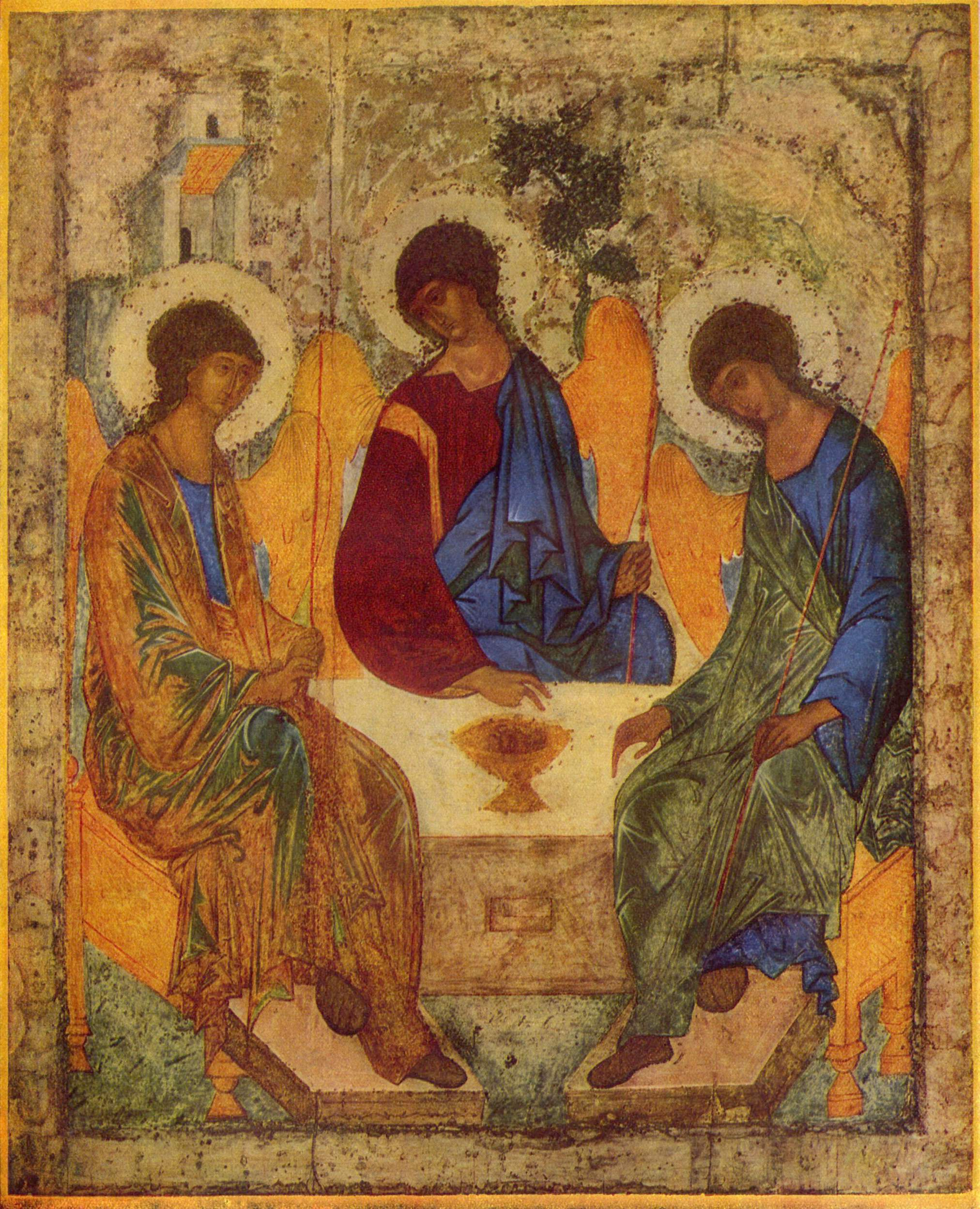
濃色版

『至聖三者』（しせいさんしゃ、ロシア語: «Троица»）は、ロシアに伝わるキリスト教・正教会の板絵イコンである。アンドレイ・ルブリョフによって15世紀に描かれたとされる。
この作品はルブリョフによるイコンの中でも最も有名であり、ロシア芸術の到達点の一つとも看做されている。

## 概要
『至聖三者』は、マムレのナラの木の下のアウラアム（アブラハム） を訪れた三天使を描いているが、これは至聖三者を象徴するイコンであると解釈される。至聖三者（三位一体の神）そのものは描けないが、至聖三者を象徴する三天使を描いたイコンであるとされる。
『至聖三者』について知られていることは僅かなものであり、学者達にとっても推測の域を出ない。作者がルブリョフであるということすらも時には疑問符が付けられる。作成年代についても、1408年 - 1425年の間、1422年 - 1423年の間、1420年 - 1427年の間といった推測が、異なる根拠から導き出されている。（教会の）公式見解では1411年か、1425年から1427年の間とされている。1575年には、イヴァン雷帝が金で装飾するよう命じ、1600年にはボリス・ゴドゥノフによって装飾が新しくされた。現在、イコンのオリジナルはトレチャコフ美術館に収められている。かつてはモスクワの近くの至聖三者聖セルギイ大修道院に、ラドネジの聖セルギイに敬意を込めて収められていた。二つの複製品が作られ（1598年から1600年までの間と、1926年から1928年までの間）、二つとも至聖三者聖セルギイ修道院の大聖堂のイコノスタスに嵌め込まれている。

## 関連文献
- Troitca Andreya Rubleva [The Trinity of Andrey Rublev], Gerold I. Vzdornov (ed.), Moscow: Iskusstvo, 1989.
- Konrad Onasch, Das Problem des Lichtes in der Ikonomalerei Andrej Rublevs. Zur 600–Jahrfeier des grossen russischen Malers, vol. 28. Berlin: Berliner byzantinische Arbeiten, 1962.
- Eugeny N. Trubetskoi, Russkaya ikonopis'. Umozrenie w kraskah. Wopros o smysle vizni w drewnerusskoj religioznoj viwopisi [Russian icon painting. Colourful contemplation. Question of the meaning of life in early Russian religious painting], Moscow: Beliy Gorod, 2003 [1916].
- Natalya A. Demina, Troitca Andreya Rubleva [The Trinity of Andrey Rublev]. Moscow: Nauka, 1963.
- Mikhail V. Alpatov, Andrey Rublev, Moscow: Iskusstvo, 1972.
- Florensky, Pavel A. Troitse-Sergieva Lavra i Rossiya [The Troitse-Sergiev’s Lavra and Russia]. In Troitsa Andreya Rubleva [The Trinity of Andrey Rublev], Gerold I. Vzdornov (ed.), 52–53, Moscow: Iskusstvo, 1989.
- Nikolai A. Golubtsov, Presyataya Troitsa I domostroitel’stvo (Ob ikone inoka Andreya Rubleva) [The Holy Trinity and housebuilding (On the icon of Holy Trinity by Andrey Rublev)], Journal of Moscow Patriarchate 7, 32–40, 1960.
- Sergius Golubtsov, Ikona jivonachal’noy Troitsy [The icon of live-creating Trinity], Journal of Moscow Patriarchate 7, 69–76, 1972.
- Viktor N. Lazarev, Russkaya srednevekovaya zhivopis’ [Medieval Russian art], In Troitsa Andreya Rubleva [The Trinity of Andrey Rublev], Gerold I. Vzdornov (ed.), 104–110. Moscow: Iskusstvo, 1989.
- Georgij Yu. Somov, Semiotic systemity of visual artworks: Case study of The Holy Trinity by Rublev. Semiotica 166 (1/4), 1-79, 2007.